# Полупроводниковый детектор ионизирующего излучения
Полупроводниковый детектор ионизирующего излучения — детектор элементарных частиц, который использует полупроводники (обычно кремний или германий) для обнаружения заряженных частиц или фотонов высоких энергий (ионизирующего излучения). Принцип их действия аналогичен газоразрядным приборам, с тем отличием, что ионизируется объём полупроводника между двумя электродами. В простейшем случае это полупроводниковый диод. Для максимальной чувствительности такие детекторы имеют значительные размеры. Полупроводниковые детекторы нашли широкое применение в течение последних десятилетий, в частности, для гамма- и рентгеновской спектрометрии и как детекторы частиц.
Полупроводниковые детекторы имеют ряд преимуществ по сравнению с газоразрядными приборами. Большая плотность полупроводника увеличивает потери энергии детектируемой частицей, что увеличивает диапазон регистрируемых энергий. Меньшая энергия ионизации полупроводника улучшает энергетическое разрешение. Высокая подвижность носителей заряда улучшает временно́е разрешение.
Для уменьшения шумов и увеличения чувствительности полупроводниковые детекторы охлаждают до криогенных температур.

## Классификация
Полупроводниковые детекторы классифицируются следующим образом:
- Кремниевые полупроводниковые детекторы:
  - Поверхностно-барьерные детекторы (например, ДКПс-350)
  - Поверхностно-барьерные полностью обеднённые (например, ДКПО-dE/dx-25)
  - Диффузионно-дрейфовые, в том числе матричные (например, МДКД-П-40)
  - Диффузионно-дрейфовые полностью обеднённые (например, ДКПО-Д-1.0-50)
  - Диффузионно-дрейфовые спектрометрические (например, ДДС-18/10)
  - Диффузионно-дрейфовые спектрометрические для α-излучения (например, ПДПА-1К1)
  - Диффузионно-дрейфовые регистрирующие (например, ДДР-12/2)
  - Ионно-имплантированные (например, ДГб-0,25)
  - Кремниевые дозиметры (например, СКД1-01)
  - pin-диод (например, ДКД-Пм-2,5-3)

- Детекторы на основе германия, легированного литием с формированием pin-структуры:
  - Гамма-детекторы (например, ДГДК-30)
  - радиационные для диапазона (10—600 кэВ) (например, ДГР-12)
- Детекторы на основе других полупроводниковых материалов:
  - на основе телурида кадмия (например СППД-12, СППД-14)
  - на основе поликристаллических сульфида и селенида кадмия (РГД-2, ГД-Г1)
  - на основе арсенида галлия[3]